# استروی
استروی (به ایتالیایی: Strevi) یکی از شهرستانهای استان آلساندریا در منطقه ایتالیایی پیدمونت می‌باشد که دقیقاً شمال شرقی آکوئی‌ترمی واقع شده است.